# WWE Extreme Rules
WWE Extreme Rules (Reglas Extremas en español) es un evento de lucha libre profesional producido anualmente por la promoción de lucha libre profesional estadounidense WWE, y transmitido en vivo y disponible a través de pago por visión (PPV).
El nombre del evento proviene del término Extreme Rules («reglas extremas» en inglés), que la WWE utiliza para referirse a sus combates que son disputados bajo reglas normales ; Este evento fue programado para llevar a cabo unta promoción Extreme Championship Wrestling (ECW) originalmente utilizaba el término para describir las normas para todos sus combates. El nombre del evento se estableció en 2009, no obstante su tema comenzó con su predecesor, One Night Stand, que fue promovido en 2005 y 2006 como una reunión de la ECW. En 2007, la WWE promovió el show como uno de sus propios eventos PPV regulares pero mantuvo el concepto de luchas extremas. En 2009, la WWE retituló el evento One Night Stand a Extreme Rules.
El evento Extreme Rules de 2009 fue considerado por la WWE como una continuación directa de la cronología One Night Stand. Sin embargo, el evento de 2010 más tarde fue promovido como solo el segundo evento bajo una nueva cronología, que ya no es una continuación directa de los eventos One Night Stand. Desde 2010 a 2012 y más tarde 2014 a 2015, Extreme Rules fue trasladado de junio a finales de abril/principios de mayo para reemplazar a Backlash como el evento posterior a WrestleMania. Para 2013, el evento estaba programado para tener lugar a mediados de mayo y reemplazar a Over the Limit, que fue trasladado a octubre antes de ser abandonado más tarde ese año y reemplazado por Battleground. En 2016 pasó a ser un evento de junio. Para 2017 se volvió un evento exclusivo de Raw. En 2018 pasó a ser un evento del mes de julio y para ambas marcas.

## Fechas y lugares
|  | Evento de Raw |

| Evento                   | Fecha                                   | Lugar                  | Estadio                       | Evento principal                                                          |
| ------------------------ | --------------------------------------- | ---------------------- | ----------------------------- | ------------------------------------------------------------------------- |
| 7 de junio de 2009       | Extreme Rules (2009)                    | New Orleans Arena      | Nueva Orleans, Luisiana       | Edge vs. Jeff Hardy                                                       |
| 25 de abril de 2010      | Extreme Rules (2010)                    | 1st Mariner Arena      | Baltimore, Maryland           | John Cena vs. Batista                                                     |
| 1 de mayo de 2011        | Extreme Rules (2011)                    | St. Pete Times Forum   | Tampa, Florida                | The Miz vs. John Cena vs. John Morrison                                   |
| 29 de abril de 2012      | Extreme Rules (2012)                    | Allstate Arena         | Rosemont, Illinois            | John Cena vs. Brock Lesnar                                                |
| 19 de mayo de 2013       | Extreme Rules (2013)                    | Scottrade Center       | San Luis, Misuri              | Brock Lesnar vs. Triple H                                                 |
| 4 de mayo de 2014        | Extreme Rules (2014)                    | Izod Center            | East Rutherford, Nueva Jersey | Daniel Bryan vs. Kane                                                     |
| 26 de abril de 2015      | Extreme Rules (2015)                    | Allstate Arena         | Rosemont, Illinois            | Seth Rollins vs. Randy Orton                                              |
| 22 de mayo de 2016       | Extreme Rules (2016)                    | Prudential Center      | Newark, Nueva Jersey          | Roman Reigns vs. AJ Styles                                                |
| 4 de junio de 2017       | Extreme Rules (2017)                    | Royal Farms Arena      | Baltimore, Maryland           | Samoa Joe vs. Seth Rollins vs. Roman Reigns vs. Finn Bálor vs. Bray Wyatt |
| 15 de julio de 2018      | Extreme Rules (2018)                    | PPG Paints Arena       | Pittsburg, Pensilvania        | Dolph Ziggler vs. Seth Rollins                                            |
| 14 de julio de 2019      | Extreme Rules (2019)                    | Wells Fargo Center     | Filadelfia, Pensilvania       | Seth Rollins & Becky Lynch vs. Baron Corbin & Lacey Evans                 |
| 19 de julio de 2020      | The Horror Show at Extreme Rules (2020) | WWE Performance Center | Orlando, Florida              | "The Fiend" Bray Wyatt vs. Braun Strowman                                 |
| 26 de septiembre de 2021 | Extreme Rules (2021)                    | Nationwide Arena       | Columbus, Ohio                | Roman Reigns vs. Demon Finn Bálor                                         |
| 8 de octubre de 2022     | Extreme Rules (2022)                    | Wells Fargo Center     | Filadelfia, Pensilvania       | Matt Riddle vs. Seth Rollins                                              |

## Ediciones

### 2009
Extreme Rules 2009 tuvo lugar el 7 de junio de 2009 desde el New Orleans Arena en Nueva Orleans, Luisiana. El tema oficial del evento fue "You're Going Down" de Sick Puppies.

#### Resultados
- Dark Match: Mickie James & Kelly Kelly derrotaron a Beth Phoenix & Rosa Mendes.[6]
  - James cubrió a Mendes.
- Kofi Kingston derrotó a Montel Vontavious Porter, William Regal y Matt Hardy y retuvo el Campeonato de los Estados Unidos. (6:42)[7]
  - Kingston cubrió a Regal después de un «Trouble in Paradise».
- Chris Jericho derrotó a Rey Mysterio en un No Holds Barred Match y ganó el Campeonato Intercontinental. (14:39)[8]
  - Jericho cubrió a Mysterio con un «Roll-up» tras quitarle la máscara.
- CM Punk derrotó a Umaga en un Samoan Strap Match. (8:59)[9]
  - Punk ganó la lucha tras tocar las cuatro esquinas consecutivamente.
  - El maletín Money in the Bank de Punk no estuvo en juego.
  - Esta fue la última lucha de Umaga en la WWE.
- Tommy Dreamer derrotó a Christian (c) y Jack Swagger en un Hardcore Match y ganó el Campeonato de la ECW. (9:35)[10]
  - Dreamer cubrió a Swagger después de un «Dreamer DDT».
- Santina Marella derrotó a Vickie Guerrero (c) & Chavo Guerrero en una Handicap Hog Pen Match y ganó la corona de Miss WrestleMania. (2:43)[11]
  - Santina cubrió a Vickie.
- Batista derrotó a Randy Orton en un Steel Cage Match y ganó el Campeonato de la WWE. (7:03)[12]
  - Batista cubrió a Orton luego de un «Batista Bomb».
- John Cena derrotó a The Big Show en un Submission Match. (19:01)[13]
  - Cena forzó a Show a rendirse con un «STF» con ayuda de las cuerdas.
- Jeff Hardy derrotó a Edge en un Ladder Match y ganó el Campeonato Mundial Peso Pesado. (20:07)[14]
  - Hardy ganó tras descolgar el campeonato.
- CM Punk derrotó a Jeff Hardy y ganó el Campeonato Mundial Peso Pesado. (1:01)[14]
  - Punk cubrió a Hardy después de dos «Go To Sleep».
  - Punk utilizó su contrato de Money in the Bank en esta lucha.

### 2010
Extreme Rules 2010 tuvo lugar el 25 de abril de 2010 desde el 1st Mariner Arena en Baltimore, Maryland. El tema oficial del evento fue "Time to Shine" por Saliva.

#### Resultados
- Dark Match: Kofi Kingston derrotó a Dolph Ziggler.[15]
  - Kingston cubrió a Ziggler.
- The Hart Dynasty (David Hart Smith & Tyson Kidd) (con Natalya & Bret Hart) derrotó a ShoMiz (The Big Show & The Miz), John Morrison & R-Truth y Montel Vontavious Porter & Mark Henry en un Gauntlet Match. (5:18)[16]
  - ShoMiz derrotaron a Morrison & R-Truth por descalificación después de que Morrison no parara de aplicar un «Triangle Choke» a Show. (3:13)
  - ShoMiz derrotaron a MVP & Henry después de que The Miz cubriera a MVP después de un «K.O. Punch» de Show. (5:07)
  - The Hart Dynasty derrotaron a ShoMiz después de que Hart Smith cubriera a The Miz después de un «Hart Attack». (5:18)
  - Como resultado, The Hart Dynasty ganó una oportunidad por el Campeonato Unificado en Parejas de la WWE en el Draft.
- CM Punk (con Luke Gallows & Serena) derrotó a Rey Mysterio en un Hair Match. (15:57)[17]
  - Punk cubrió a Mysterio después de un «Go To Sleep».
  - Durante la lucha, Serena y Gallows fueron expulsados del ring.
  - Si Punk perdía, debía raparse la cabeza.
  - Durante la lucha, un misterioso sujeto atacó a Mysterio.
- JTG derrotó a Shad Gaspard en un Strap Match. (4:41)[18]
  - JTG ganó la lucha tras tocar las cuatro esquinas consecutivamente.
- Jack Swagger derrotó a Randy Orton en un Extreme Rules Match y retuvo el Campeonato Mundial Peso Pesado. (13:59)[19]
  - Swagger cubrió a Orton después de un «Gutwrench Powerbomb».
  - Después de la lucha, Orton le aplicó un «RKO» a Swagger sobre el suelo.
  - Si Orton ganaba el título sería exclusivo de la marca RAW
- Sheamus derrotó a Triple H en un Street Fight. (15:46)[20]
  - Sheamus cubrió a Triple H después de cuatro «Brogue Kicks».
  - Antes de la lucha, Sheamus atacó a Triple H tras bastidores, debido a que esta lucha originalmente era la primera de la noche.
  - Después de la lucha, Sheamus realizó otro «Brogue Kick» a Triple H, lesionándole (kayfabe).
- Beth Phoenix derrotó a Michelle McCool (con Vickie Guerrero y Layla) en un Extreme Makeover Match y ganó el Campeonato Femenino de la WWE. (6:32)[21]
  - Phoenix cubrió a McCool después de un «Glam Slam».
- Edge derrotó a Chris Jericho en un Steel Cage Match. (19:59)[22]
  - Edge cubrió a Jericho después de dos «Spears».
- John Cena derrotó a Batista en un Last Man Standing Match y retuvo el Campeonato de la WWE. (24:34)[23]
  - Cena ganó la lucha después de que Batista no pudiera levantarse antes de la cuenta de 10 después de que Cena le atara las piernas a un poste con cinta adhesiva.
  - Si Batista ganaba el título sería exclusivo de SmackDown

### 2011
Extreme Rules 2011 tuvo lugar el 1 de mayo de 2011 desde el St. Pete Times Forum en Tampa, Florida. El tema oficial del evento fue "Justice" de Rev Theory.

#### Resultados
- Dark Match: Sin Cara derrotó a Tyson Kidd.[25]
  - Sin Cara cubrió a Kidd después de un «Diving Moonsault Side Slam».
- Randy Orton derrotó a CM Punk en un Last Man Standing Match. (20:06)[26]
  - Orton ganó la lucha después de que Punk no pudiera levantarse antes de la cuenta de 10 después de recibir un «RKO» desde la tercera cuerda.
  - The New Nexus tenía prohibido el acceso al ringside.
- Kofi Kingston derrotó a Sheamus en un Tables Match y ganó el Campeonato de los Estados Unidos. (9:09)[27]
  - Kingston ganó la lucha después de aplicarle un «Boom Drop» a Sheamus contra una mesa.
  - Debido a la victoria de Kingston, el campeonato regresó a la marca Raw.
  - Si Sheamus ganaba la lucha, el campeonato se quedaba en la marca SmackDown.
- Michael Cole & Jack Swagger derrotaron a Jim Ross & Jerry Lawler en un Country Whipping Match. (7:04)[28]
  - Cole cubrió a Ross con un «Roll-up».
- Rey Mysterio derrotó a Cody Rhodes en un Falls Count Anywhere Match. (11:43)[29]
  - Mysterio cubrió a Rhodes después de un «619» seguido de un «Splash».
- Layla derrotó a Michelle McCool en un No Disqualification, No Count-Out Loser Leaves WWE Match. (5:24)[30]
  - Layla cubrió a McCool con un «Crucifix Roll-up».
  - Como resultado, McCool abandonó WWE.
  - Después de la lucha, McCool fue atacada por Kharma, quien hacía su debut en la WWE.
- Christian derrotó a Alberto Del Rio  (con Ricardo Rodríguez) en un Ladder Match y ganó el vacante Campeonato Mundial Peso Pesado. (21:05)[31]
  - Christian ganó la lucha tras descolgar el campeonato.
  - Durante la lucha, Brodus Clay interfirió ayudando a favor de Del Rio y Edge a favor de Christian.
  - Originalmente, Edge iba a defender el campeonato ante Del Rio, pero se retiró de la lucha libre, dejando el campeonato vacante.
- The Big Show & Kane derrotaron a The Corre (Wade Barrett & Ezekiel Jackson) en un Lumberjack Match y retuvieron el Campeonato en Parejas de la WWE. (4:15)[32]
  - Show cubrió a Barrett después de un «Chokeslam».
  - Los leñadores fueron: Justin Gabriel, Heath Slater, Evan Bourne, Johnny Curtis, Trent Barreta, Tyler Reks, Santino Marella, Primo, Yoshi Tatsu, Vladimir Kozlov, David Hart Smith, Byron Saxton, Conor O'Brian, Darren Young, Jacob Novak, Lucky Cannon y Titus O'Neil.
  - Después de la lucha, los leñadores se atacaron entre sí.
- John Cena derrotó a The Miz (c) y John Morrison en un Steel Cage Match y ganó el Campeonato de la WWE. (19:50)[33]
  - Cena cubrió a The Miz después de un «Attitude Adjustment» desde la tercera cuerda.
  - Durante la lucha, R-Truth interfirió a favor de The Miz atacando a Morrison cuando estaba a punto de escapar y a Cena e insultó a los fanáticos, cambiando a heel.
  - Originalmente, R-Truth estaba en esta lucha, pero perdió su lugar contra Morrison en una edición de Raw.
  - Al terminar el evento, Cena anunció la muerte de Osama bin Laden.

### 2012
Extreme Rules 2012 tuvo lugar el 29 de abril de 2012, desde la Allstate Arena en Rosemont, Illinois. El tema oficial fue "Adrenaline" de Shinedown.

#### Resultados
- Pre-Show: Santino Marella derrotó a The Miz y retuvo el Campeonato de los Estados Unidos. (4:40)[36]
  - Marella cubrió a The Miz después de un «The Cobra».
  - Esta lucha fue transmitida en vivo en Facebook, YouTube y WWE.com media hora antes del evento.
- Randy Orton derrotó a Kane en un Falls Count Anywhere Match. (16:45)[37]
  - Orton cubrió a Kane después de un «RKO» sobre una silla.
  - Durante la lucha, Zack Ryder interfirió atacando a Kane.
- Brodus Clay (con Cameron, Naomi & Hornswoggle) derrotó a Dolph Ziggler (con Vickie Guerrero & Jack Swagger). (4:17)[38]
  - Clay cubrió a Ziggler después de un «Ah Funk It!».
- Cody Rhodes derrotó a The Big Show en un Tables Match y ganó el Campeonato Intercontinental. (4:28)[39]
  - Rhodes ganó después de aplicar un «Dropkick» a Show y que atravesara su pierna sobre una mesa.
  - Después de la lucha, Show le aplicó a Rhodes un «Spear», un «Chokeslam» sobre una mesa y después lo lanzó contra otra mesa afuera del ring.
- Sheamus derrotó a Daniel Bryan en un 2-out-of-3 Falls Match y retuvo el Campeonato Mundial Peso Pesado. (22:55)[40]
  - Bryan fue descalificado por golpear continuamente a Sheamus mientras este tocaba las cuerdas. [1-0] (14:38)
  - Bryan dejó K.O. a Sheamus con su «Yes! Lock». [1-1] (16:48)
  - Sheamus cubrió a Bryan después de un «Brogue Kick». [2-1] (22:55)
- Ryback derrotó a Aaron Relic & Jay Hatton. (1:51)[41]
  - Ryback cubrió a Relic y Hatton después de un «Double Shell Shocked».
- CM Punk derrotó a Chris Jericho en un Chicago Street Fight y retuvo el Campeonato de la WWE. (25:04)[42]
  - Punk cubrió a Jericho después de lanzarlo sobre un esquinero sin seguro seguido de un «Go To Sleep».
  - Durante la lucha, la hermana de Punk abofeteó a Jericho.
- Layla derrotó a Nikki Bella (con Brie Bella) y ganó el Campeonato de Divas. (2:45)[43]
  - Layla cubrió a Brie después de un «Lay-Out».
  - Durante la lucha, Nikki cambió su lugar por Brie y cuando Layla hizo la cuenta la realizó ante Brie.
  - Originalmente, Nikki debía defender el título ante Beth Phoenix, pero fue sustituida por Layla debido a una lesión (kayfabe).
  - Esta fue la primera lucha de Layla después de casi un año de ausencia debido a una lesión.
- John Cena derrotó a Brock Lesnar en un Extreme Rules Match. (17:43)[44]
  - Cena cubrió a Lesnar después de un «Attitude Adjustment» sobre las escaleras metálicas.
  - Esta fue la primera lucha de Lesnar después de 8 años en WrestleMania XX.

### 2013
Extreme Rules 2013 tuvo lugar el 19 de mayo de 2013 desde el Scottrade Center en San Louis, Misuri.

#### Resultados
- Pre-Show: The Miz derrotó a Cody Rhodes. (5:25)[46]
  - The Miz forzó a Rhodes a rendirse con un «Figure-Four Leglock».
  - Esta lucha fue emitida por Yahoo!, WWE App, Facebook, YouTube y WWE.com media hora antes del evento.
- Chris Jericho derrotó a Fandango (con Summer Rae). (9:15)[47]
  - Jericho cubrió a Fandango después de un «Codebreaker» en el aire.
- Dean Ambrose derrotó a Kofi Kingston y ganó el Campeonato de los Estados Unidos. (7:28)[48]
  - Ambrose cubrió a Kingston después de un «Dirty Deeds».
- Sheamus derrotó a Mark Henry en un Strap Match. (8:37)[49]
  - Sheamus ganó la lucha tras tocar las cuatro esquinas consecutivamente.
- Alberto Del Rio (con Ricardo Rodríguez) derrotó a Jack Swagger (con Zeb Colter) en un «I Quit» Match y ganó una oportunidad por el Campeonato Mundial Peso Pesado. (11:30)[50]
  - Del Rio forzó a Swagger a decir «I Quit» con un «Cross Armbreaker».
  - Originalmente, el árbitro declaró ganador a Swagger debido a que Rodríguez tiró la toalla, pero otro árbitro demostró que Colter se la quitó a Rodríguez y la tiró.
  - Originalmente, Dolph Ziggler iba a defender el Campeonato Mundial Peso Pesado contra Swagger y Del Rio en un Ladder Match, pero fue sacado de la lucha debido a que sufrió una conmoción cerebral.
- The Shield (Seth Rollins & Roman Reigns) derrotó a Team Hell No (Daniel Byan & Kane) en un Tornado Tag Team Match y ganó el Campeonato en Parejas de la WWE. (10:15)[51]
  - Reigns cubrió a Bryan después de un «Diving Knee Drop» de Rollins mientras Reigns le aplicaba un «Argentine Backbreaker».
- Randy Orton derrotó a The Big Show en un Extreme Rules Match (13:00).[52]
  - Orton cubrió a Show después de un «Running Punt Kick».
- El Campeón de la WWE John Cena y Ryback terminaron sin resultado en un Last Man Standing Match. (21:26)[53]
  - La lucha terminó sin resultado después de que Ryback le aplicara a Cena un «Spinebuster» contra la escenografía, recibiendo ambos un choque eléctrico.
  - Después de la lucha, se llevaron a Cena en camilla.
  - Como resultado, Cena retuvo el campeonato.
- Brock Lesnar (con Paul Heyman) derrotó a Triple H en un Steel Cage Match. (20:07)[54]
  - Lesnar cubrió a Triple H después de un «F-5».
  - Durante la lucha, Heyman interfirió a favor de Lesnar.

### 2014
Extreme Rules 2014 tuvo lugar el 4 de mayo de 2014 en IZOD Center de East Rutherford, Nueva Jersey.

#### Resultados
- Kick-Off: El Torito (con Diego y Fernando) derrotó a Hornswoggle (con Heath Slater, Drew McIntyre y Jinder Mahal) en un WeeLC Match. (10:53)[55]
  - El Torito cubrió a Hornswoggle después de un «Springboard Senton» sobre una mesa pequeña.
  - Durante la lucha, Slater, McIntyre & Mahal interfirieron a favor de Hornswoggle y Diego & Fernando a favor de El Torito.
  - La lucha fue ambientada con comentaristas, anunciadores y árbitros de estatura baja.
- Cesaro (con Paul Heyman) derrotó a Rob Van Dam y Jack Swagger (con Zeb Colter) en un Elimination Match. (12:34)[56]
  - Van Dam cubrió a Swagger después de un «Five Star Frog Splash». (9:37)
  - Cesaro cubrió a Van Dam después de un «Neutralizer» sobre un cubo de basura. (12:34)
- Alexander Rusev (con Lana) derrotó a R-Truth & Xavier Woods. (2:53)[57]
  - Rusev forzó a R-Truth a rendirse con un «The Accolade».
  - Antes de la lucha, Rusev atacó a R-Truth & Woods.
  - Después de la lucha, Rusev atacó a Woods con una silla.
- The Shield (Seth Rollins, Dean Ambrose & Roman Reigns) derrotó a Evolution (Triple H, Randy Orton & Batista). (19:51)[58]
  - Reigns cubrió a Batista después de un «Spear».
- Bad News Barrett derrotó a Big E y ganó el Campeonato Intercontinental. (7:58)[59]
  - Barrett cubrió a Big E después de un «Bad News Bull Hammer».
  - Barret fue el contendiente número al ganar la final de un torneo.
- Bray Wyatt (con Luke Harper & Erick Rowan) derrotó a John Cena en un Steel Cage Match. (21:12)[60]
  - Wyatt ganó la lucha después de salir de la jaula por la puerta.
  - Durante la lucha, Harper, Rowan y un niño interfirieron a favor de Wyatt.
- Paige derrotó a Tamina Snuka y retuvo el Campeonato de Divas. (6:18)[61]
  - Paige forzó a Snuka a rendirse con un «PTO».
- Daniel Bryan derrotó a Kane en un Extreme Rules Match y retuvo el Campeonato Mundial Pesado de la WWE. (22:30)[62]
  - Bryan cubrió a Kane tras lanzarlo contra una mesa en llamas y un «Running Knee»

### 2015
Extreme Rules 2015 tuvo lugar el 26 de abril de 2015 en el Allstate Arena de Rosemont, Illinois.

#### Antecedentes
En WrestleMania 31, Randy Orton derrotó a Seth Rollins. Más tarde esa noche, Rollins cobró en su contrato de Money in the Bank durante el combate por el Campeonato Mundial Peso Pesado de la WWE entre Brock Lesnar y Roman Reigns y cubrió a Reigns para ganar su primer Campeonato Mundial Peso Pesado de la WWE. En el episodio del 6 de abril de Raw, Orton derrotó a Ryback y Reigns en un Triple Threat match para enfrentar a Rollins por el título en el evento. En el episodio del 13 de abril de Raw, Orton derrotó a Tyson Kidd & Cesaro en un Handicap match para ganarse el derecho de elegir una estipulación, mientras que Rollins derrotó a Kane para ganar también el derecho de elegir una estipulación. Rollins eligió prohibir el movimiento final de Orton, el RKO, mientras que Orton hizo que el combate fuera un Steel Cage match. En el episodio del 20 de abril de Raw, Triple H anunció que Kane sería el portero de la jaula para este combate en el evento.
En WrestleMania 31, John Cena derrotó a Rusev para ganar el Campeonato de los Estados Unidos, marcando la primera derrota de Rusev desde que apareció en la lista principal de la WWE. En el episodio del 2 de abril de SmackDown, Rusev invocó su cláusula de revancha para enfrentar a Cena por el título en el evento. En el episodio del 13 de abril de Raw, después de la defensa del título de Cena contra Bad News Barrett, Rusev atacó a Cena con una cadena y Lana reveló que el combate entre Cena y Rusev sería un Russian Chain match.

#### Resultados
- Kick-Off: Neville derrotó a Bad News Barrett. (10:36)[68]
  - Neville cubrió a Barrett después de un «Red Arrow».
  - Originalmente, Daniel Bryan debía defender el Campeonato Intercontinental ante Barrett, pero fue sustituido por Neville debido a una lesión.
- Dean Ambrose derrotó a Luke Harper en un Chicago Street Fight. (56:10)[69]
  - Ambrose cubrió a Harper después de un «Dirty Deeds».
  - Durante la lucha, los dos abandonaron el recinto en un coche del estacionamiento, con las siguientes dos luchas comenzando y terminando antes de que ambos regresaran al ring para terminar su lucha.
- Dolph Ziggler derrotó a Sheamus en un Kiss Me Arse Match. (9:16)[70]
  - Ziggler cubrió a Sheamus con un «Roll-up».
  - Como consecuencia, Sheamus debió besar el trasero de Ziggler, pero no lo hizo, aplicándole a Ziggler un «Low Blow» seguido de un «Brogue Kick» y le obligó a besarle el suyo.
- The New Day (Big E & Kofi Kingston) (con Xavier Woods) derrotaron a Tyson Kidd & Cesaro (con Natalya) y ganaron el Campeonato en Parejas de la WWE. (9:47)[71]
  - Kingston cubrió a Cesaro con un «Roll-up».
  - Durante la lucha, Woods y Natalya interfirieron distrayendo al árbitro.
- John Cena derrotó a Rusev (con Lana) en un Russian Chain Match y retuvo el Campeonato de los Estados Unidos. (13:35)[72]
  - Cena ganó la lucha tras tocar las cuatro esquinas consecutivamente.
  - Durante la lucha, Lana interfirió a favor de Rusev, pero Rusev la expulsó del ring.
- Nikki Bella (con Brie Bella) derrotó a Naomi y retuvo el Campeonato de Divas. (7:18)[73]
  - Nikki cubrió a Naomi después de un «Rack Attack».
  - Durante la lucha, Brie interfirió a favor de Nikki atacando a Naomi.
  - Originalmente, Nikki debía defender el título ante Paige, pero fue sustituida por Naomi debido a una lesión (kayfabe).
- Roman Reigns derrotó a The Big Show en un Last Man Standing Match. (19:46)[74]
  - Reigns ganó la lucha después de que Show no pudo levantarse antes de la cuenta de 10, luego de aplicarle un «Spear» contra la mesa de comentarios en español y tirarle encima la mesa de comentarios en inglés.
- Seth Rollins derrotó a Randy Orton en un Steel Cage Match (con Kane como el portero de la jaula) y retuvo el Campeonato Mundial Peso Pesado de la WWE. (21:02)[75]
  - Rollins ganó la lucha después de salir por la puerta de la jaula.
  - Durante la lucha, Jamie Noble y Joey Mercury interfirieron a favor de Rollins.
  - Durante la lucha, Kane atacó a Rollins, Orton, Noble y Mercury con un «Chokeslam».
  - Orton tenía prohibido el uso del «RKO». Sin embargo, Rollins aplicó un «RKO» durante la lucha.

### 2016
Extreme Rules 2016 tuvo lugar el 22 de mayo de 2016 en el Prudential Center de Newark, Nueva Jersey. El tema oficial del evento fue Fire de PVRIS

#### Antecedentes
En Payback, AJ Styles enfrentó a Roman Reigns por el Campeonato Mundial Peso Pesado de la WWE. Reigns recibió la cuenta fuera y luego fue descalificado, pero el combate se reinició en ambas veces (primero por Shane McMahon y luego Stephanie McMahon), convirtiéndose en un combate sin cuenta fuera ni descalificación. Después de interferencias tanto de Luke Gallows y Karl Anderson a favor de Styles come de The Usos a favor de Reigns, Reigns finalmente derrotó a Styles para retener el título. Posteriormente, Shane, Stephanie, y Vince McMahon acordaron que Styles debía obtener una revancha por el título en Extreme Rules en un Extreme Rules match.
En Payback, Dean Ambrose derrotó a Chris Jericho. La noche siguiente en Raw, durante un segmento de The Ambrose Asylum con Stephanie McMahon, Stephanie canceló The Ambrose Asylum y reinstaló el segmento de entrevistas de Jericho, The Highlight Reel. Jericho salió y atacó a Ambrose, destruyendo a Mitch la planta en maceta en el proceso. La semana siguiente en Raw, Ambrose atacó a Jericho y destruyó la chaqueta de Jericho. En el episodio del 12 de mayo de SmackDown, Jericho atacó a Ambrose y le puso una camisa de fuerza a Ambrose. En el episodio del 16 de mayo de Raw, Ambrose desafió a Jericho a un combate en Extreme Rules, que Jericho aceptó. Ambrose luego reveló que su combate sería un Asylum match, un Steel Cage match con armas colgando sobre la jaula.

#### Resultados
- Kick-Off: Baron Corbin derrotó a Dolph Ziggler en un No Disqualification Match (7:07).[81]
  - Corbin cubrió a Ziggler después de un «Low Blow» y un «End of Days».
- The Club (Karl Anderson & Luke Gallows) derrotó a The Usos (Jey Uso & Jimmy Uso) en un  Tornado Tag Team Match (8:37).[82]
  - Gallows cubrió a Jimmy después de un «Magic Killer».
- Rusev (con Lana) derrotó a Kalisto y ganó el Campeonato de los Estados Unidos (9:31).[83]
  - Rusev forzó a Kalisto a rendirse con un «The Accolade».
  - Después de la lucha, Kalisto fue retirado en camilla.
- The New Day (Big E & Xavier Woods) (con Kofi Kingston) derrotaron a The Vaudevillains (Aiden English & Simon Gotch) y retuvieron el Campeonato en Parejas de la WWE (6:20).[84]
  - Woods cubrió a Gotch después de un «Trouble in Paradise» de Kingston y un «Shinning Wizard».
  - Durante la lucha, Kingston interfirió a favor de The New Day.
- The Miz (con Maryse) derrotó a Cesaro, Kevin Owens y Sami Zayn y retuvo el Campeonato Intercontinental (18:18).[85]
  - The Miz cubrió a Cesaro después de un «Helluva Kick» de Zayn.
  - Durante la lucha, Maryse interfirió a favor de The Miz.
- Dean Ambrose derrotó a Chris Jericho en un Asylum Match (26:21).[86]
  - Ambrose cubrió a Jericho después de un «Dirty Deeds» sobre chinchetas.
- Charlotte derrotó a Natalya en un Submission Match y retuvo el Campeonato Femenino de la WWE (9:30).[87]
  - Charlotte forzó a Natalya a rendirse con un «Figure-Eight Leglock».
  - Durante la lucha, Dana Brooke interfirió a favor de Charlotte.
  - Ric Flair tenía prohibido acompañar a Charlotte durante su lucha, de lo contrario, Charlotte habría perdido su campeonato.
  - Después de la lucha, Brooke & Flair celebraron junto con Charlotte.
- Roman Reigns derrotó a AJ Styles en un Extreme Rules Match y retuvo el Campeonato Mundial Peso Pesado de la WWE (22:12).[88]
  - Reigns cubrió a Styles después de un «Spear» en el aire.
  - Durante la lucha, Karl Anderson & Luke Gallows interfirieron a favor de Styles, mientras que The Usos interfirieron a favor de Reigns.
  - Después de la lucha, Seth Rollins hizo su retorno y atacó a Reigns con un «Pedigree».

### 2017
Extreme Rules 2017 tuvo lugar el 4 de junio de 2017 desde el Royal Farms Arena en Baltimore, Maryland. El tema oficial del evento fue "Hellfire" de Barns Courtney.

#### Antecedentes
En el episodio del 1 de mayo de Raw, Seth Rollins dijo que, tras haber derrotado a Samoa Joe la noche anterior en Payback, sus asuntos con Joe habían terminado. Luego dirigió su atención al Campeón Universal de la WWE Brock Lesnar, sin embargo, Finn Bálor salió y declaró que él debería ser la siguiente persona en enfrentar a Lesnar, ya que Bálor fue el campeón inaugural y nunca perdió el título. Los dos luego participaron en un Triple Threat match para decidir al contendiente número uno por el Campeonato Intercontinental, que también incluyó a The Miz. Durante el combate, Joe atacó a Rollins, sacando a Rollins del combate, y Bray Wyatt atacó a Bálor con Sister Abigail, lo que permitió a Miz anotar la victoria. Debido a la necesidad de contar con un contendiente número uno, el gerente general Kurt Angle programó un Fatal 5-Way Extreme Rules match por una oportunidad por el Campeonato Universal de la WWE para Extreme Rules entre Rollins, Joe, Bálor, Wyatt, y Roman Reigns.
En el episodio del 1 de mayo de Raw, el campeón Intercontinental Dean Ambrose interrumpió la discusión entre Rollins y Bálor sobre quién debería enfrentar a Brock Lesnar para el Campeonato Universal de la WWE, criticando a Lesnar por no aparecer y luchar a menudo y afirmó que el Campeonato Intercontinental era el título principal de la marca Raw. The Miz luego salió y dijo que él debería ser el que se enfrentara a Ambrose por el título. Se programó una lucha por una oportunidad por el Campeonato Intercontinental entre Rollins, Bálor y Miz, que Miz ganó. En el episodio del 15 de mayo de Raw, Miz se enfrentó a Ambrose por el título. En el clímax del combate, Miz intentó un golpe bajo sobre Ambrose, pero Ambrose respondió y le dio un golpe bajo a Miz, quien ganó por descalificación. Más tarde, Ambrose fue programado para defender su Campeonato Intercontinental contra Miz en Extreme Rules, con la estipulación de que si Ambrose quedaba descalificado, perdería el título.
En Payback, The Hardy Boyz (Jeff Hardy & Matt Hardy) retuvieron el Campeonato en Parejas de Raw contra Cesaro & Sheamus. Después del combate, Cesaro y Sheamus atacaron a los Hardy, volviéndose heels. La noche siguiente en Raw, Cesaro y Sheamus explicaron su razonamiento para atacar a The Hardy Boyz, llamándolos un acto de novedad y criticaron a los fanáticos por vivir en el pasado en lugar de apreciar el presente y alegaron que los Hardy les robaron su momento en WrestleMania 33. Los Hardy aparecieron y expulsaron a Cesaro y Sheamus del ring. La semana siguiente, Cesaro & Sheamus ganaron un Tag Team Turmoil por otra oportunidad por el título. Después del combate, Cesaro y Sheamus continuaron atacando al último equipo del Tag Team Turmoil, The Golden Truth (Goldust & R-Truth), pero The Hardy Boyz salió para salvarlos y Cesaro y Sheamus se retiraron. La semana siguiente, el combate por el campeonato en parejas fue programado para Extreme Rules y Jeff derrotó a Sheamus. En el episodio del 22 de mayo, Matt se enfrentó a Sheamus en un combate en el que el ganador eligiría la estipulación para su combate por el campeonato en parejas en Extreme Rules. Matt ganó y decidió un Steel Cage match.

#### Resultados
- Kick-Off: Kalisto derrotó a Apollo Crews (con Titus O'Neil) (9:36).[95][96]
  - Kalisto cubrió a Crews después de un «Salida del Sol».
- The Miz (con Maryse) derrotó a Dean Ambrose y ganó el Campeonato Intercontinental (20:00).[97][98]
  - The Miz cubrió a Ambrose después de un «Skull Crushing Finale».
  - Durante el combate, Maryse interfirió a favor de The Miz, pero el árbitro la expulsó del ringside.
  - Si Ambrose era descalificado, perdería el título.
- Rich Swann & Sasha Banks derrotaron a Noam Dar & Alicia Fox (6:18).[97][99]
  - Swann cubrió a Dar después de un «Phoenix Splash».
- Alexa Bliss derrotó a Bayley en un Kendo Stick-on-a-Pole Match y retuvo el Campeonato Femenino de Raw (5:10).[97][100]
  - Bliss cubrió a Bayley después un «Bliss DDT».
- Cesaro & Sheamus derrotaron a The Hardy Boyz (Matt & Jeff) en un Steel Cage Match y ganaron el Campeonato en Parejas de Raw (14:56).[97][101]
  - Cesaro & Sheamus ganaron la lucha después de salir por encima de la jaula.
- Neville derrotó a Austin Aries en un Submission Match y retuvo el Campeonato Peso Crucero (17:35).[97][102]
  - Neville forzó a Aries a rendirse con un «Rings of Saturn».
- Samoa Joe derrotó a Bray Wyatt, Seth Rollins, Roman Reigns y Finn Bálor en un Fatal 5-Way Extreme Rules Match y ganó una oportunidad por el Campeonato Universal de la WWE en Great Balls of Fire (29:15).[97][103]
  - Joe dejó inconsciente a Bálor con un «Coquina Clutch».

### 2018
Extreme Rules 2018 tuvo lugar el 15 de julio de 2018 desde el PPG Paints Arena en Pittsburg, Pensilvania. El tema oficial del evento fue "Heaven's Got A Back Door" de Dead Sara.

#### Antecedentes
En Money in the Bank, Alexa Bliss ganó el combate Money in the Bank femenino. Más tarde esa noche, ella atacó a Ronda Rousey durante el combate de Rousey por el Campeonato Femenino de Raw contra Nia Jax, causando que Rousey ganara por descalificación. Bliss luego cobró su contrato de Money in the Bank y derrotó a Jax por el campeonato. La noche siguiente en Raw, Jax invocó su cláusula de revancha por el campeonato para Extreme Rules, mientras que Rousey fue suspendida por 30 días por atacar a Bliss y al gerente general de Raw, Kurt Angle, quien estaba tratando de romper la pelea. En el episodio del 2 de julio de Raw, Jax le informó a Bliss que su combate en Extreme Rules sería un Extreme Rules match.
En el episodio del 4 de junio de Raw, The B-Team (Bo Dallas y Curtis Axel) ganaron una batalla real por equipos para ganar el derecho de enfrentar a "Woken" Matt Hardy y Bray Wyatt por los Campeonatos en Pareja de Raw eliminando al último a Heath Slater y Rhyno. En el episodio de Raw del 25 de junio, Axel derrotó a Hardy y la lucha por los títulos en Pareja estaba programada para Extreme Rules.
En Money in the Bank, AJ Styles retuvo el Campeonato de la WWE al derrotar a Shinsuke Nakamura en un Last Man Standing match. En el siguiente episodio de SmackDown Live, se programó un Gauntlet match entre The Miz, Daniel Bryan, Rusev, Samoa Joe y Big E para determinar al oponente de Styles para Extreme Rules. Rusev ganó al eliminar a The Miz por último.
En el episodio del 18 de junio de Raw, Dolph Ziggler derrotó a Seth Rollins para ganar su sexto Campeonato Intercontinental después de que Drew McIntyre distrajo a Rollins. La semana siguiente, Rollins ganó una revancha por el título por descalificación después de que McIntyre interfirió en nombre de Ziggler. El 2 de julio, un 30-Minute Iron Man match entre los dos fue programado para Extreme Rules.

#### Resultados
- Kick-Off: Andrade "Cien" Almas (con Zelina Vega) derrotó a Sin Cara (7:00).[110][111]
  - Almas cubrió a Sin Cara después de un «Hammerlock DDT».
  - Durante la lucha, Vega interfirió a favor de Almas.
- Kick-Off: SAni†Y (Eric Young, Killian Dain & Alexander Wolfe) derrotó a The New Day (Big E, Kofi Kingston & Xavier Woods) en un Tables Match (8:00).[110][112]
  - SAni†Y ganó la lucha después de que Young le aplicara un «Diving Elbow Drop» a Kingston contra una mesa.
- The B-Team (Bo Dallas & Curtis Axel) derrotaron a Matt Hardy & Bray Wyatt y ganaron el Campeonato en Parejas de Raw (8:00).[113][114]
  - Dallas cubrió a Matt después de un «Rolling Cutter».
- Finn Bálor derrotó a Baron Corbin (8:20).[113][115]
  - Bálor cubrió a Corbin con un «Roll-up».
- Carmella (con James Ellsworth) derrotó a Asuka y retuvo el Campeonato Femenino de SmackDown (5:25).[113][116]
  - Carmella cubrió a Asuka después de arrojarla contra una jaula para tiburones.
  - Ellsworth estaba encerrado en una jaula para tiburones sobre el ring.
  - Durante la lucha, Ellsworth salió de la jaula, siendo atacado por Asuka.
  - Después de la lucha, Asuka continuó atacando a Ellsworth y le aplicó un «Asuka Lock».
- Shinsuke Nakamura derrotó a Jeff Hardy y ganó el Campeonato de los Estados Unidos (0:06).[113][117]
  - Nakamura cubrió a Jeff después de un «Kinshasa».
  - Antes de la lucha, Nakamura le aplicó un «Low Blow» a Jeff.
  - Después de la lucha, Randy Orton hizo su regreso atacando a Jeff, cambiando a heel.
- Kevin Owens derrotó a Braun Strowman en un Steel Cage Match (8:05).[113][118]
  - Owens ganó la lucha después de que Strowman lo arrojara de la celda hacia la mesa de comentaristas.
  - El maletín Money in the Bank de Strowman no estuvo en juego.
- The Bludgeon Brothers (Harper & Rowan) derrotaron a Team Hell No (Daniel Bryan & Kane) y retuvieron el Campeonato en Parejas de SmackDown (8:20).[113][119]
  - Harper cubrió a Bryan después de un «Doomsday Device».
  - Antes de la lucha, The Bludgeon Brothers atacaron a Team Hell No, dejando a Kane fuera de la mayor parte de la lucha con una lesión en el pie derecho, aunque pudo regresar después.
- Bobby Lashley derrotó a Roman Reigns (14:50).[113][120]
  - Lashley cubrió a Reigns después de un «Spear».
- Alexa Bliss (con Mickie James) derrotó a Nia Jax (con Natalya) en un Extreme Rules Match y retuvo el Campeonato Femenino de Raw (7:30).[113][121]
  - Bliss cubrió a Jax después de un «Bliss DDT» sobre una silla.
  - Durante la lucha, James interfirió a favor de Bliss atacando a Natalya y a Jax.
  - Durante la lucha, Ronda Rousey atacó a James.
- AJ Styles derrotó a Rusev (con Aiden English) y retuvo el Campeonato de WWE (15:35).[113][122]
  - Styles cubrió a Rusev después de un «Phenomenal Forearm».
  - Durante la lucha, English interfirió a favor de Rusev.
- Dolph Ziggler (con Drew McIntyre) derrotó a Seth Rollins en un 30-Minute Iron Man Match y retuvo el Campeonato Intercontinental (30:10).[113][123]
  - Ziggler ganó 5-4 en muerte súbita luego de que la lucha terminara en un empate.
  - Rollins cubrió a Ziggler con un «Roll-up» (4:35) [0-1].
  - Rollins cubrió a Ziggler después de un «Curb Stomp» (8:00) [0-2].
  - Rollins ganó por descalificación luego de ser atacado por McIntyre (11:00) [0-3].
  - Ziggler cubrió a Rollins después de un «Claymore Kick» de McIntyre (11:25) [1-3].
  - Ziggler cubrió a Rollins después de un «Superkick» (12:10) [2-3].
  - Ziggler cubrió a Rollins después de un «Zig-Zag» (12:20) [3-3].
  - Ziggler cubrió a Rollins con un «Roll-up» poniendo sus pies sobre las cuerdas (14:20) [4-3].
  - Rollins cubrió a Ziggler con un «Roll-up» después de enviarlo contra un esquinero (26:55) [4-4].
  - Ziggler cubrió a Rollins después de un «Zig-Zag» tras una distracción de McIntyre (30:10) [5-4].
  - Durante la lucha, McIntyre interfirió a favor de Ziggler.
  - Después de terminado el tiempo, Kurt Angle anunció que habrá muerte súbita debido al empate para determinar al ganador de la lucha.

### 2019
Extreme Rules 2019 tuvo lugar el 14 de julio de 2019 desde el Wells Fargo Center en Filadelfia, Pensilvania. El tema oficial del evento fue "When I'm Gone" de Dirty Honey.

#### Antecedentes
En Stomping Grounds, Becky Lynch retuvo el Campeonato Femenino de Raw contra Lacey Evans, y más tarde esa noche, Seth Rollins defendió el Campeonato Universal de la WWE contra Baron Corbin con un árbitro invitado especial de la elección de Corbin. Corbin eligió a Evans, quien durante el combate cambió la estipulación a un No Disqualification, No Countout match, antes de finalmente atacar a Rollins, lo que llevó a Lynch a acudir en su ayuda, y Rollins retuvo su título ante Corbin. La noche siguiente en Raw, Corbin y Evans pelearon con Rollins y Lynch y los desafiaron a un combate por equipos mixto. Rollins y Lynch estuvieron de acuerdo en tanto significara que Corbin y Evans ya no volvieran a desafiarlos por sus respectivos títulos. Corbin y Evans estuvieron de acuerdo en tanto Rollins y Lynch pusieran sus respectivos títulos en juego. Estuvieron de acuerdo, y un Last Chance Winner Takes All match por el Campeonato Universal de la WWE y el Campeonato Femenino de Raw fue programado para Extreme Rules, con una estipulación de Extreme Rules match siendo añadida la semana siguiente.
En Super ShowDown, Shane McMahon derrotó a Roman Reigns gracias a la interferencia de Drew McIntyre. Esto llevó a un combate entre Reigns y McIntyre en Stomping Grounds que Reigns ganó, a pesar de los múltiples intentos de interferencia de Shane. En el siguiente Raw, Reigns, invitado a través de la regla del comodín, se enfrentó a Shane y McIntyre en un Handicap match donde los dos dominaron a Reigns, antes que The Undertaker apareciera y atacara a Shane y McIntyre. Un combate por equipos con Reigns y The Undertaker contra Shane y McIntyre fue programado para Extreme Rules. que se hizo un No Holds Barred match la semana siguiente.
En el episodio del 24 de junio de Raw, después de que el Campeón de la WWE Kofi Kingston derrotara a Kevin Owens & Sami Zayn en combates individuales consecutivos (Kingston y Owens apareciendo a través de la regla del comodín), fue atacado por Samoa Joe. Kingston fue programado posteriormente para defender el Campeonato de la WWE contra Joe en Extreme Rules.
En Stomping Grounds, Bayley retuvo el Campeonato Femenino de SmackDown contra Alexa Bliss de Raw. Nikki Cross, quien estaba en la esquina de Bliss, sintió que era su culpa que Bliss perdiera porque intentó atacar a Bayley durante el combate. En el siguiente SmackDown, Cross, invitada a través de la regla del comodín, recibió un combate contra Bayley en el que, si ganaba, Bliss obtendría una revancha. Cross posteriormente derrotó a Bayley, lo que le dio a Bliss una revancha por el título en Extreme Rules. En el episodio del 8 de julio de Raw, Cross y la invitada por la regla del comodín Bayley compitieron en un Beat the Clock challenge con la ganadora decidiendo la estipulación de la lucha de campeonato de Bayley y Bliss. Cross derrotó a Dana Brooke más rápido de lo que Bayley pudo derrotar a Sarah Logan, y Cross decidió que la lucha por el campeonato sería un Handicap match con Cross haciendo equipo con Bliss contra Bayley.

#### Resultados
- Kick-Off: Shinsuke Nakamura derrotó a Finn Bálor y ganó el Campeonato Intercontinental (7:40).[131][132]
  - Nakamura cubrió a Bálor después de un «Kinshasa».
- Kick-Off: Drew Gulak derrotó a Tony Nese y retuvo el Campeonato Peso Crucero de la WWE (7:25).[131][133]
  - Gulak cubrió a Nese después de un «Cyclone Clash».
- The Undertaker & Roman Reigns derrotaron a Shane McMahon & Drew McIntyre en un No Holds Barred Match (17:00).[134][135]
  - The Undertaker cubrió a Shane después de un «Tombstone Piledriver».
  - Durante la lucha, Elias interfirió a favor de McMahon & McIntyre, pero fue atacado por The Undertaker & Reigns.
- The Revival (Dash Wilder & Scott Dawson) derrotaron a The Usos (Jey Uso & Jimmy Uso) y retuvieron el Campeonato en Parejas de Raw (12:35).[134][136]
  - Wilder cubrió a Jimmy después de un «Shatter Machine».
- Aleister Black derrotó a Cesaro (9:45).[134][137]
  - Black cubrió a Cesaro después de un «Black Mass».
- Bayley derrotó a Alexa Bliss & Nikki Cross en un 2-on-1 Handicap Match y retuvo el Campeonato Femenino de SmackDown (10:30).[134][138]
  - Bayley cubrió a Cross después de un «Bayley Elbow Drop».
- Braun Strowman derrotó a Bobby Lashley en un Last Man Standing Match (17:30).[134][139]
  - Strowman ganó la lucha después de que Lashley no pudiera levantarse antes de la cuenta de 10 después de un «Running Powerslam» sobre la plataforma.
- The New Day (Big E & Xavier Woods) derrotaron a Daniel Bryan & Rowan (c) y Heavy Machinery (Otis & Tucker) y ganaron el Campeonato en Parejas de SmackDown (14:00).[134][140]
  - Woods cubrió a Bryan después de un «Midnight Hour».
- AJ Styles (con Luke Gallows & Karl Anderson) derrotó a Ricochet y ganó el Campeonato de los Estados Unidos (16:30).[134][141]
  - Styles cubrió a Ricochet después de un «Styles Clash» desde la segunda cuerda.
  - Durante la lucha, Gallows & Anderson interfirieron a favor de Styles.
- Kevin Owens derrotó a Dolph Ziggler (0:17).[134][142]
  - Owens cubrió a Ziggler después de un «Stunner».
- Kofi Kingston derrotó a Samoa Joe y retuvo el Campeonato de la WWE (9:45).[134][143]
  - Kingston cubrió a Joe después de un «Trouble in Paradise».
- Seth Rollins & Becky Lynch derrotaron a Baron Corbin & Lacey Evans en un Extreme Rules Mixed Tag Team Match y retuvieron el Campeonato Universal de la WWE y el Campeonato Femenino de Raw (19:55).[134][144]
  - Rollins cubrió a Corbin después de tres «Curb Stomp».
  - Durante la lucha, Corbin atacó a Lynch con un «End of Days»
  - Como resultado, Corbin & Evans no podrán volver a retar a los campeones por los títulos.
- Brock Lesnar (con Paul Heyman) derrotó a Seth Rollins y ganó el Campeonato Universal de la WWE (0:15).[134][144]
  - Lesnar cubrió a Rollins después de un «F-5».
  - Lesnar canjeó su contrato de Money in the Bank.

### 2020
The Horror Show at Extreme Rules tuvo lugar el 19 de julio de 2020 en el WWE Performance Center en Orlando, Florida. El evento originalmente estaba programado para llevarse a cabo en el SAP Center en San José, California; sin embargo, el gobierno del condado de Santa Clara restringió las reuniones públicas indefinidamente debido a la pandemia de COVID-19. Como resultado, y al igual que la mayoría de los otros espectáculos de la WWE desde mediados de marzo, el evento se trasladó al WWE Performance Center. El tema oficial del evento fue "Watch Me Now" de Kevin Rudolf.

#### Antecedentes
Después de ser trasladado a Raw de NXT en el Superstar Shake-up de 2018, Drew McIntyre se alió con Dolph Ziggler. Aunque el equipo tuvo éxito al ganar el Campeonato en Parejas de Raw, eventualmente se separaron. Ziggler se mudó a SmackDown al año siguiente, mientras que McIntyre permaneció en Raw y ganó el Campeonato de la WWE en WrestleMania 36 Parte 2 en abril de 2020. En el episodio del 22 de junio de Raw, Ziggler interrumpió a McIntyre, anunciando que fue trasferido a Raw. Ziggler mencionó su historia juntos, reclamando el crédito por el éxito de McIntyre, y declaró que McIntyre le debía un combate por el título. McIntyre, notando que necesitaba un oponente para Extreme Rules, le preguntó si Ziggler todavía quería un combate por el título y Ziggler lo confirmó. Durante la firma del contrato la semana siguiente, McIntyre le dijo a Ziggler que podía elegir la estipulación para el combate. Ziggler dijo que optaría por esperar hasta el evento para revelar la estipulación.
En el episodio del 22 de junio de Raw, después de retener con éxito el Campeonato Femenino en Parejas de la WWE, la co-campeona Sasha Banks lanzó un desafío a Asuka por el Campeonato Femenino de Raw, que Asuka aceptó para Extreme Rules. Aunque Banks es una luchadora de SmackDown, ella y su compañera Bayley pueden aparecer en cualquier programa, ya que el Campeonato Femenino en Parejas de la WWE se comparte entre Raw, SmackDown y NXT.
En Money in the Bank, Braun Strowman retuvo el Campeonato Universal de la WWE contra Bray Wyatt. Wyatt regresó en el episodio del 19 de junio de SmackDown en un segmento de Firefly Fun House que fue interrumpido por Strowman, quien declaró que Wyatt tuvo su oportunidad de Money in the Bank pero falló. Wyatt declaró que su rivalidad apenas comenzaba, antes de aparecer como su antiguo personaje de líder del culto de The Wyatt Family. Wyatt dijo que necesitaban dar un paso atrás antes de poder avanzar y declaró que desde que creó Strowman, su trabajo era destruirlo. La semana siguiente, Strowman retó a Wyatt a regresar al complejo de The Wyatt Family en los pantanos de Florida para una pelea, y un combate sin el título en juego entre los dos llamado Wyatt Swamp Fight fue programado para Extreme Rules.
En el episodio del 11 de mayo de Raw, Rey Mysterio y Aleister Black derrotaron a Seth Rollins y Murphy por descalificación. Después del combate, un Rollins enfurecido usó la esquina puntiaguda de los escalones de acero del ring para perforar el ojo de Mysterio, sacando a Mysterio fuera de acción. Durante este tiempo, el hijo de Mysterio, Dominic, intentó enfrentarse a Rollins, en contra de los deseos de Mysterio. En el episodio del 22 de junio, Rollins intentó perforar el ojo de Dominic, pero no tuvo éxito. Mysterio luego retó a Rollins a un combate en Extreme Rules. En el episodio del 6 de julio, Mysterio y Kevin Owens derrotaron a Rollins y Murphy en un combate por equipos, lo que permitió a Mysterio elegir la estipulación para su combate en Extreme Rules; Mysterio eligió un Eye for an Eye match («combate ojo por ojo»). WWE luego confirmó que para ganar el combate, un competidor tendría que extraer un ojo de su oponente.

#### Resultados
- Kick-Off: Kevin Owens derrotó a Murphy (8:55).[158][159]
  - Owens cubrió a Murphy después de un «Stunner».
- Cesaro & Shinsuke Nakamura derrotaron a The New Day (Big E & Kofi Kingston) en un Tables Match y ganaron el Campeonato en Parejas de SmackDown (10:25).[160][161]
  - Cesaro & Nakamura ganaron la lucha después de que Cesaro aplicó un «Powerbomb» a Kingston desde el esquinero a través de dos mesas en ringside.
- Bayley (con Sasha Banks) derrotó a Nikki Cross (con Alexa Bliss) y retuvo el Campeonato Femenino de SmackDown (12:20).[160][162]
  - Bayley cubrió a Cross después de un «Rose Plant».
  - Durante la lucha, Banks interfirió a favor de Bayley, mientras que Bliss interfirió a favor de Cross.
- MVP (con Bobby Lashley) derrotó al Campeón de los Estados Unidos Apollo Crews por abandono (00:00).[160][163]
  - MVP fue declarado ganador luego de que Crews no se presentó debido a una lesión.
  - Después de ser declarado ganador, MVP se declaró el nuevo Campeón de los Estados Unidos, pero esto no fue reconocido por WWE.
- Seth Rollins derrotó a Rey Mysterio en un Eye for an Eye Match (18:05).[160][164]
  - Rollins ganó la lucha después de que extrajera el ojo de Mysterio con la esquina puntiaguda de una escalera de acero (kayfabe).
  - Después de la lucha, Rollins comenzó a vomitar por las afueras del ring (kayfabe).
- La lucha entre la Campeona Femenina de Raw Asuka (con Kairi Sane) y Sasha Banks (con Bayley) terminó sin resultado (20:00).[160][165][166]
  - La lucha terminó sin resultado después de que Asuka atacara al árbitro accidentalmente con un «Green Mist» y Banks cubrió a Asuka después que Bayley la atacara con el Campeonato Femenino en Parejas de WWE, y realizara la cuenta de tres con la camisa de árbitro.
  - Durante la lucha, Bayley interfirió a favor de Banks, mientras que Sane interfirió a favor de Asuka.
  - Como resultado, Asuka retuvo el título.
  - Después de la lucha, Banks se llevó consigo el Campeonato Femenino de Raw.
- Drew McIntyre derrotó a Dolph Ziggler en un Extreme Rules Match y retuvo el Campeonato de la WWE (15:25).[160][167]
  - McIntyre cubrió a Ziggler después de un «Claymore».
  - La estipulación sólo podía ser utilizada por Ziggler.
  - Si McIntyre perdía por conteo afuera o descalificación, Ziggler hubiera ganado el título.
- Bray Wyatt derrotó al Campeón Universal de la WWE Braun Strowman en un Wyatt Swamp Fight (18:00).[160][168]
  - Wyatt ganó la lucha después de ahogar a Strowman en el pantano (kayfabe).
  - El Campeonato Universal de la WWE de Strowman no estuvo en juego.

### 2021
Extreme Rules 2021 tuvo lugar el 26 de septiembre de 2021 desde el Nationwide Arena en Columbus, Ohio. El tema oficial del evento fue "Look at Me Now" de Zayde Wolf. 

#### Antecedentes
En SummerSlam, Bianca Belair iba a defender el Campeonato Femenino de SmackDown contra Sasha Banks. Sin embargo, Banks no pudo presentarse por razones desconocidas. Carmella fue entonces anunciada como la sustituta de Banks. Sin embargo, antes de que el combate pudiera comenzar, Becky Lynch, en su primera aparición desde el Raw posterior a Money in the Bank en mayo de 2020, regresó por sorpresa, atacó a Carmella, desafió a Belair y posteriormente la derrotó en 26 segundos para ganar el título. En el siguiente SmackDown, Belair retó a Lynch a una revancha, sin embargo, Lynch se negó. Belair ganó entonces un combate fatal de cuatro esquinas para convertirse en la aspirante número uno. La semana siguiente, Belair retó a Lynch a un combate para esa noche, pero Lynch volvió a negarse, afirmando que defendería el título cuando estuviera preparada. Más tarde, entre bastidores, los directivos de la WWE Adam Pearce y Sonya Deville le dijeron a Lynch que defendería el título contra Belair en Extreme Rules.
En el episodio del 23 de julio de SmackDown, después de que Roman Reigns rechazara el reto de John Cena para un combate por el Campeonato Universal en SummerSlam, Finn Bálor retó a Reigns por el título en el evento, que Reigns aceptó. Sin embargo, durante la firma del contrato se produjo un altercado, lo que provocó que Cena firmara el contrato y se convirtiera en el rival de Reigns en SummerSlam, donde Reigns retuvo el título. Bálor entonces tuvo su oportunidad por el título en el episodio del 3 de septiembre de SmackDown, pero no tuvo éxito. Una revancha entre los dos por el Campeonato Universal fue programada para Extreme Rules. En el episodio del 10 de septiembre, se reveló que Reigns se enfrentaría al alter ego de Bálor, "The Demon".
En SummerSlam, Damian Priest derrotó a Sheamus para ganar el Campeonato de los Estados Unidos. En el episodio del 30 de agosto de Raw, Priest retuvo el título contra Sheamus y Drew McIntyre en un combate de triple amenaza. En el siguiente episodio, Sheamus derrotó a McIntyre para ganar un combate por el Campeonato de los Estados Unidos contra Priest en Extreme Rules. En el episodio del 20 de septiembre, Jeff Hardy derrotó a Sheamus para ganar un lugar en el combate por el título en Extreme Rules, convirtiéndolo así en un combate de triple amenaza.

#### Resultados
- Kick-Off: Liv Morgan derrotó a Carmella (7:52).[179]
  - Morgan cubrió a Carmella después de un «ObLIVion».
- The New Day (Big E, Kofi Kingston & Xavier Woods) derrotaron a Bobby Lashley, AJ Styles & Omos (18:15).[180]
  - Big E cubrió a Lashley después de un «Big Ending».
- The Usos (Jey Uso & Jimmy Uso) derrotaron The Street Profits (Montez Ford & Angelo Dawkins) y retuvieron el Campeonato en Parejas de SmackDown (13:45).[181]
  - Jimmy cubrió a Ford después de un «Double Uso Splash».
- Charlotte Flair derrotó a Alexa Bliss y retuvo el Campeonato Femenino de Raw (11:25).[182]
  - Flair cubrió a Bliss después de un «Natural Selection».
- Damian Priest derrotó a Sheamus y Jeff Hardy y retuvo el  Campeonato de los Estados Unidos (13:25).[183]
  - Priest cubrió a Sheamus con un «Roll-Up».
- Bianca Belair derrotó a la  Campeona Femenina de SmackDown Becky Lynch por descalificación (16:30).[184]
  - El árbitro descalificó la lucha después que Sasha Banks atacara a Belair y Lynch.
  - Como resultado, Lynch retuvo el campeonato.
- Roman Reigns (con Paul Heyman) derrotó a “The Demon” Finn Bálor en un  Extreme Rules Match y retuvo el Campeonato Universal de la WWE (19:45).[185]
  - Reigns cubrió a Bálor después de un «Spear».
  - Durante la lucha, The Usos interfirieron a favor de Reigns.
  - Durante la lucha, la tercera cuerda del ring se rompió.

### 2022
Extreme Rules 2022 tuvo lugar el 8 de octubre del 2022, en el Wells Fargo Center en Filadelfia, Pensilvania. El tema oficial del evento fue "Villain" de Bella Poarch. 

#### Antecedentes
En Money in the Bank, Liv Morgan se impuso en la Women's Money in the Bank Ladder Match para ganar el maletín de Miss Money in the Bank, el cual canjeó exitosamente esa misma noche sobre la campeona femenina de SmackDown, Ronda Rousey. Posteriormente, Morgan defendió su campeonato en SummerSlam ante Rousey, evento en el que esta última fue suspendida indefinidamente por atacar al árbitro y al personal de seguridad tras un final polémico en el que hizo rendir a Morgan mientras esta la cubría por tener los hombros planos en la lona. Una vez concluida la suspensión, en el episodio del 9 de septiembre de SmackDown, Rousey ganó una Fatal 5-Way Elimination Match ante Sonya Deville, Natalya, Lacey Evans y Xia Li para retar nuevemente a Morgan por el campeonato en Extreme Rules. Una semana después, en el episodio del 16 de septiembre de SmackDown, durante un cara a cara tras bastidores, Morgan propuso a Rousey que la contienda fuera un Extreme Rules Match, lo que fue aceptado por la retadora.
A mediados de julio, Seth Rollins inició una rivalidad con Matt Riddle de cara a SummerSlam, sin embargo, en el episodio del 25 de julio de Raw, Rollins dejó fuera de acción a Riddle hasta el 15 de agosto después de provocarle una lesión, por lo que dicho encuentro se pospuso para el 3 de septiembre en el evento Clash at the Castle, donde Rollins derrotó a Riddle. No obstante, la naturaleza de la rivalidad fue muy personal y dejó a Riddle con deseo de revancha, por lo que durante semanas solicitó a su rival un segundo combate, a lo que Rollins se negaba rotundamente. Finalmente, en el episidio del 19 de septiembre de Raw, Riddle le costó a Rollins una oportunidad titular por el Campeonato de los Estados Unidos ante Bobby Lashley, e igualmente Rollins interfirió en una lucha en equipo Matt Riddle y Rey Mysterio ante The Judgment Day, causando la derrota de su rival. Más tarde esa misma noche, en un altercado tras bastidores donde tuvieron que ser separados por el personal de seguridad, Riddle retó a Rollins a un Fight Pit match para Extreme Rules, el cual fue aceptado por este último. Así mismo, camino al evento en cuestión, durante el episodio de Raw del 3 de octubre, WWE anunció que el ex-campeón de peso semipesado y peso pesado de Ultimate Fighting Championship, Daniel Cormier, fungiría como árbitro especial en la lucha entre Rollins y Riddle.
En el episodio del 5 de agosto de SmackDown, Karrion Kross hizo su regreso a la WWE después de 9 meses, junto a Scarlett, atacando a Drew McIntyre mientras éste encaraba al campeón universal indiscutible de la WWE Roman Reigns y confrontando a este último. En las semanas posteriores, Kross empezaría a dirigirse hacia McIntyre como "El Elegido", en referencia a ser seleccionado como una de las caras de la empresa, al igual que Reigns, mientras que "Scarlett y él fueron despedidos para posteriormente ser olvidados", por lo que iniciaría su venganza contra estos, empezando por McIntyre, quien a su vez se encontraba en un feudo con Reigns por los campeonatos mundiales de cara a Clash at the Castle. En el evento, Kross junto a Scarlett espectaron la lucha en primera fila, distrayendo a McIntyre, quien resultaría perdiendo el encuentro ante Reigns debido a una interferencia de Solo Sikoa. En el episodio del 9 de septiembre de SmackDown, Kross atacaría desprevenidamente a McIntyre mientras se encontraba luchando con Sikoa, aplicándole una «Kross Jacket» hasta hacerle perder el conocimiento. A la semana siguiente, el 16 de septiembre, Kross prometió continuar con los ataques hacia McIntyre mientras este le exigía que lo enfrentara mano a mano. Finalmente, el 23 de septiembre, McIntyre salió al ring a anunciar que se enfrentaría a Kross en un Strap Match en Extreme Rules, no obstante, fue atacado por la espalda por este y pese a que se logró defender exitosamente, Scarlett le aplicaría un «Low Blow» y sería nuevamente noqueado por la sumisión de Kross, quien manifestaría su intención de enfrentar a McIntyre en el evento.
El 30 de julio, en SummerSlam, la campeona femenina de Raw, Bianca Belair, retuvo su campeonato ante Becky Lynch. Posterior a la lucha, Bayley hizo su regreso después de más de año ausente, presentando como sus nuevas aliadas a Dakota Kai e Iyo Sky y confrontando a Belair e insinuar un ataque de las tres hacia la campeona. Sin embargo, ésta sería respaldada por Lynch (quien hacía su cambio a face), por lo que, finalmente, el ataque no se llevó a cabo. Al día siguiente, en el episodio de Raw del 1 de agosto, Bayley aparecería nuevamente junto a sus aliadas y atacarían a Lynch (quien se había lesionado el hombro derecho durante su lucha contra Belair el día anterior), para dejarla fuera de competencia por un largo tiempo. Además, esa misma noche, Bayley, Kai y Sky interfirieron en una lucha entre Alexa Bliss y Asuka y atacando a ambas, quienes fueron rescatadas por Belair, iniciando un feudo entre las seis luchadoras de cara a Clash at the Castle. Con el paso de las semanas, Kai y Sky (ahora conocidas junto a Bayley como Damage CTRL) llegaron a la final del torneo por los vacantes Campeonatos Femeninos en Pareja ante el equipo de Raquel Rodríguez y Aliyah, la cual se llevó a cabo en el episodio del 29 de agosto de Raw, donde Kai y Sky perdieron debido a una interferencia de Belair, Bliss y Asuka. Finalmente, el 3 de septiembre en Clash at the Castle, Damage CTRL derrotó al equipo de Belair, con Bayley cubriendo a la campeona para llevarse la victoria, suponiendo la intención de Bayley de ir por el campeonato de Raw. Días después, en el episodio del 12 de septiembre de Raw, Kai y Sky derrotarían a Rodríguez y Aliyah para ganar los Campeonatos Femeninos en Pareja. La semana siguiente, el 19 de septiembre, Bayley derrotó a Alexa Bliss para posteriormente atacar, junto a sus secuaces, a Asuka y a Belair, retando a la campeona a una lucha titular para el 8 de octubre en Extreme Rules. Finalmente, el 26 de septiembre, Bayley reiteró el reto para Belair, pero agregando la estipulación de Ladder Match, el cual fue aceptado por ésta.
Desde el episodio del 6 de junio de Raw, donde The Judgment Day (Edge, Damian Priest y Rhea Ripley) anunciaron a Finn Bálor como su cuarto miembro y, en un inesperado suceso, Priest, Ripley y Bálor traicionaran a Edge para expulsarlo del stable y dejarlo fuera de acción por varias semanas, éste inició una enemistad contra su antiguo equipo cuando hizo su regreso como face en SummerSlam interfiriendo en una lucha entre Bálor y Priest contra Rey Mysterio y Dominik Mysterio, atacando tanto a Bálor, como a Priest y facilitando la victoria para Mysterio y su hijo. Desde entonces, Rey Mysterio se vio involucrado en la rivalidad de Edge y The Judgment Day ya que estos querían corromper a Dominik para se uniera al equipo, por lo que se pactó una contienda grupal entre Edge y Rey Mysterio contra Bálor y Priest en Clash at the Castle, donde ganarían los primeros. No obstante, posterior a la lucha, Dominik haría su cambio a "heel" aplicándole un «Low Blow» a Edge y atacando a su padre para finalmente unirse The Judgment Day. Posteriormente, en el episodio de Raw del 12 de septiembre, Edge derrotó a Dominik Mysterio por descalificación debido a una interferencia de Bálor, quien después, junto a todo su stable atacó a Edge para, aparentemente, lesionarle una de sus piernas con una silla y dejarlo fuera de escena nuevamente. Sin embargo, éste regresaría el 26 de septiembre para atacar a The Judgment Day después de una lucha entre Damian Priest y Matt Riddle, donde finalmente retaría a Bálor a un «I Quit» Match para Extreme Rules, reto que sería aceptado por este último.
En el episodio del 19 de agosto de SmackDown, Sheamus ganó una Fatal 5-way match para retar a Gunther por el Campeonato Intercontinental en Clash at the Castle, iniciando una rivalidad con sus respectivos aliados: The Brawling Brutes (Butch & Ridge Holland), por parte de Sheamus, y Ludwig Kaiser, por parte de Gunther. Una semana después, durante un cara a cara entre el campeón y su retador previo a su lucha titular, sus aliados se atacaron, aumentando la tensión entre los bandos. El día de la contienda, Kaiser presentó a Giovanni Vinci como un nuevo aliado de Gunther, reformando la facción Imperium, la cual se atacó nuevamente con Butch y Holland antes de la lucha. Finalmente, Gunther derrotó a Sheamus para retener su campeonato. Posteriormente, en el episodio del 9 de septiembre de SmackDown, Imperium derrotó a The Brawling Brutes en un Six-Man Tag Team match. La semana siguiente, The Brawling Brutes derrotó a Imperium (Ludwig Kaiser & Giovanni Vinci), The New Day (Kofi Kingston & Xavier Woods) y Hit Row (Top Dolla & Ashante Thee Adonis) por una oportunidad por el Campeonato en Parejas Indiscutido de la WWE para el episodio de SmackDown del 23 de septiembre, luego de que Holland le robara a Kaiser la oportunidad de cubrir a Kingston después de una movida grupal entre los miembros de Imperium. En dicho episodio, The Brawling Brutes perdió ante los campeones The Usos (Jimmy Uso & Jey Uso) después de una interferencia de los miembros de Imperium, quienes atacaron a Sheamus mientras éste impedía que Sami Zayn descalificara el encuentro a favor de The Usos. Finalmente, el 29 de septiembre, WWE hizo oficial que The Brawling Brutes (Sheamus, Butch & Ridge Holland) se enfrentarían a Imperium (Gunther, Ludwig Kaiser & Giovanni Vinci) en un Six-Man Tag Team Good Old Fashioned Donnybrook Match en Extreme Rules.

#### Resultados
- The Brawling Brutes (Sheamus, Butch & Ridge Holland) derrotó a Imperium (Gunther, Ludwig Kaiser & Giovanni Vinci) en un Good Old Fashioned Donnybrook Match (17:50).[209]
  - Sheamus cubrió a Vinci después de un «Brogue Kick».
- Ronda Rousey derrotó a Liv Morgan en un Extreme Rules Match y ganó el Campeonato Femenino de SmackDown (12:05).[210]
  - Rousey dejó inconsciente a Morgan con un «Armbar» sobre una mesa.
- Karrion Kross (con Scarlett) derrotó a Drew McIntyre en un Strap Match (10:20).[211]
  - Kross cubrió a McIntyre después de que Scarlett le rociara gas pimienta y un «KrossHammer».
  - Durante la lucha, Scarlett interfirió a favor de Kross.
- Bianca Belair derrotó a Bayley en un Ladder Match y retuvo el Campeonato Femenino de Raw (16:40).[212]
  - Belair ganó la lucha después de descolgar el campeonato.
  - Durante la lucha, Damage CTRL (Dakota Kai & Iyo Sky) interfirió a favor de Bayley.
- Finn Bálor derrotó a Edge en un «I Quit» Match (29:55).[213]
  - Balor ganó la lucha después que Edge dijera «I Quit» luego de que Rhea Ripley amenazara con atacar a Beth Phoenix con un «Con-Chair-to».
  - Durante la lucha Edge atacó a Dominik con un «Low Blow»
  - Durante la lucha, The Judgment Day interfirió a favor de Bálor; mientras que Rey Mysterio y Phoenix lo hicieron a favor de Edge.
  - Después de la lucha, Ripley atacó a Phoenix con un «Con-Chair-to».
- Matt Riddle derrotó a Seth "Freakin" Rollins (con Daniel Cormier como árbitro invitado especial) en un Fight Pit Match (16:35).[214]
  - Riddle forzó a Rollins a rendirse con un «Bro-Mission».
  - Durante la lucha Riddle le aplico a Rollins un «RKO» en honor a Randy Orton
  - Tras la lucha, Bray Wyatt hizo su regreso a la WWE, tras 1 año y medio fuera de la empresa.
  - Durante la lucha, Cormier atacó tanto a Rollins como a Riddle.